# 背孔短吻獅子魚
背孔短吻獅子魚，為輻鰭魚綱鮋形目杜父魚亞目獅子魚科的其中一種，分布於北太平洋的Petrel Bank及Agattu 海域，棲息深度45-2562公尺，為深海底棲性魚類，屬肉食性，生活習性不明。

## 擴展閱讀
維基物種上的相關：背孔短吻獅子魚